# Mahamed Zakarijev
Mahamed Achmadovyč Zakarijev (in ucraino Магамед Ахмадович Закарієв?; 10 luglio 1997) è un lottatore ucraino, specializzato nella lotta libera, vincitore della medaglia di bronzo ai mondiali di Oslo 2021 nel tornei dei -97 kg.

## Palmarès
- Mondiali

Oslo 2021: bronzo nei -97 kg;